# Arsen (album)
Aрсен је четврти самостални студијски (и први компилацијски) албум Арсена Дедића, који излази 1973. године. Албум издаје ПГП РТБ, и на њему су углавном песме које су издате као синглови за исту дискографску кућу.